# Juticalpa
Juticalpa (del náhuatl: Xoktikalpan ‘En la casa de los caracoles’) es un municipio y una ciudad de la República de Honduras, cabecera del departamento de Olancho.

## Toponimia
El nombre de la ciudad proviene del idioma náhuatl (clásico) y significa “En la casa de los caracoles”. Los españoles le llamaron originalmente Jutiapa[cita requerida].

## Límites
La extensión territorial del Municipio de Juticalpa es de 2,649.8 km² y está ubicada en la parte norte del Valle del Guayape, bañado por el Río Juticalpa.
| Orientación | Límite                                         |
| ----------- | ---------------------------------------------- |
| Norte       | Municipio de Salamá, Olancho                   |
| Norte       | Municipio de Silca, Olancho                    |
| Norte       | Municipio de Manto, Olancho                    |
| Norte       | Municipio de San Francisco de la Paz, Olancho  |
| Sur         | Municipio de Teupasenti, El Paraíso            |
| Sur         | Municipio de Danlí, El Paraíso                 |
| Este        | Municipio de Santa María del Real, Olancho     |
| Este        | Municipio de San Francisco de Becerra, Olancho |
| Este        | Municipio de Patuca, Olancho                   |
| Oeste       | Municipio de Campamento, Olancho               |
| Oeste       | Municipio de Concordia, Olancho                |

## Clima
La ciudad posee un clima tropical de sabana (Aw), lluvioso todo el año. La época de lluvias es de mayo a octubre.
| Parámetros climáticos promedio de Juticalpa, Honduras | Parámetros climáticos promedio de Juticalpa, Honduras | Parámetros climáticos promedio de Juticalpa, Honduras | Parámetros climáticos promedio de Juticalpa, Honduras | Parámetros climáticos promedio de Juticalpa, Honduras | Parámetros climáticos promedio de Juticalpa, Honduras | Parámetros climáticos promedio de Juticalpa, Honduras | Parámetros climáticos promedio de Juticalpa, Honduras | Parámetros climáticos promedio de Juticalpa, Honduras | Parámetros climáticos promedio de Juticalpa, Honduras | Parámetros climáticos promedio de Juticalpa, Honduras | Parámetros climáticos promedio de Juticalpa, Honduras | Parámetros climáticos promedio de Juticalpa, Honduras | Parámetros climáticos promedio de Juticalpa, Honduras |
| Mes                                                   | Ene.                                                  | Feb.                                                  | Mar.                                                  | Abr.                                                  | May.                                                  | Jun.                                                  | Jul.                                                  | Ago.                                                  | Sep.                                                  | Oct.                                                  | Nov.                                                  | Dic.                                                  | Anual                                                 |
| ----------------------------------------------------- | ----------------------------------------------------- | ----------------------------------------------------- | ----------------------------------------------------- | ----------------------------------------------------- | ----------------------------------------------------- | ----------------------------------------------------- | ----------------------------------------------------- | ----------------------------------------------------- | ----------------------------------------------------- | ----------------------------------------------------- | ----------------------------------------------------- | ----------------------------------------------------- | ----------------------------------------------------- |
| Temp. máx. media (°C)                                 | 28                                                    | 29                                                    | 35                                                    | 35                                                    | 36                                                    | 35                                                    | 33                                                    | 32                                                    | 32                                                    | 31                                                    | 28                                                    | 27                                                    | 31.8                                                  |
| Temp. media (°C)                                      | 24                                                    | 24                                                    | 25                                                    | 26                                                    | 26                                                    | 26                                                    | 25                                                    | 25                                                    | 24                                                    | 24                                                    | 24                                                    | 23                                                    | 24.7                                                  |
| Temp. mín. media (°C)                                 | 17                                                    | 17                                                    | 18                                                    | 20                                                    | 20                                                    | 21                                                    | 21                                                    | 20                                                    | 19                                                    | 17                                                    | 17                                                    | 16                                                    | 18.6                                                  |
| Precipitación total (mm)                              | 2                                                     | 1                                                     | 25.4                                                  | 60.7                                                  | 226.9                                                 | 95.7                                                  | 172.6                                                 | 134.9                                                 | 132.4                                                 | 117.6                                                 | 132.4                                                 | 17.3                                                  | 1118.9                                                |
| Días de lluvias (≥ )                                  | 5                                                     | 4                                                     | 5                                                     | 7                                                     | 8                                                     | 6                                                     | 7                                                     | 5                                                     | 7                                                     | 8                                                     | 7                                                     | 4                                                     | 73                                                    |
| Horas de sol                                          | 190                                                   | 190                                                   | 201                                                   | 188                                                   | 205                                                   | 180                                                   | 201                                                   | 154                                                   | 166                                                   | 175                                                   | 166                                                   | 157                                                   | 2173                                                  |
| Fuente: World Meteorological Organization,            |                                                       |                                                       |                                                       |                                                       |                                                       |                                                       |                                                       |                                                       |                                                       |                                                       |                                                       |                                                       |                                                       |

## Historia
En 1730, fue fundada. 

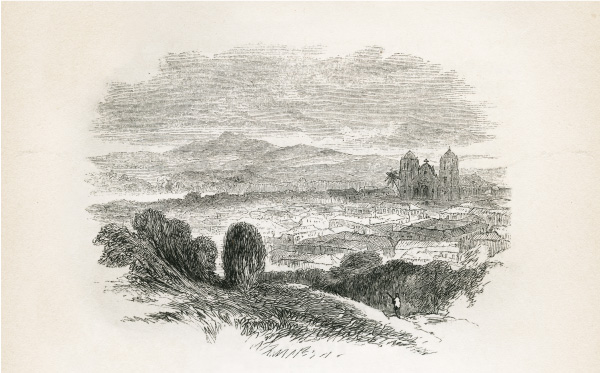
Juticalpa alrededor de 1857.

En 1791, Juticalpa ya aparece en los registros coloniales como San Juan de Juticalpa. 
En 1835 (16 de junio), se cambia el nombre de San Juan de Juticalpa por Juticalpa y recibe el título de ciudad. 
En 1865, Juticalpa pasó a ser la cabecera del departamento de Olancho, luego que en el departamento se dieran varios levantamientos armados, en contra de las autoridades de la localidad de Manto, la antigua cabecera, y del gobierno central de Honduras. En los registros oficiales, Juticalpa aparece como la cabecera oficial del departamento a partir del 12 de agosto de 1865. 
A través de los años Juticalpa ha sabido mantener su patrimonio colonial, que en algunas áreas contrasta con algunas estructuras modernas de la ciudad. 

### Alcaldes
| Período     | Título         | Nombre                                 |
| ----------- | -------------- | -------------------------------------- |
| 1965 - 1968 | Lic.           | Santiago Montes Almendarez             |
| 1968 - 1971 | Br.            | José Rubén Muñoz Fajardo               |
| 1970 - 1974 | Don            | Ramón Henriquez Carcamo                |
| 1975 - 1977 | Don            | Jose Armando Sarmiento Becerra         |
| 1978 - 1980 | Lic.           | Juan Pablo Hernández Medina            |
| 1980        | Br.            | Armando Rosales Peralta                |
| 1981        | Br.            | Juan Antonio Zambrano                  |
| 1982 - 1986 | Dr.            | Gustavo Adolfo Ayes Mejia              |
| 1986 - 1990 | Don            | Miguel Barahona Martínez               |
| 1990 - 1992 | Prof.          | Armando Montes Zapata                  |
| 1993 - 1994 | S.C.           | Guillian Guifarro Montes de Oca        |
| 1994 - 1998 | S.C.           | Elvia Josefina Amador Muñoz            |
| 1998 - 2002 | Br.            | Samuel Armando de Jesús Garcia Salgado |
| 2002 - 2006 | Ing.           | José Rubén Henríquez Ordóñez           |
| 2006 - 2018 | Lic.           | Ramón Daniel Sarmiento Escobar         |
| 2018 - 2022 | Dr.            | Huniberto Madrid Zerón                 |
| 2022 - 2026 | Lic. Y Abogado | Walner Reginaldo Castro Rivera         |

## Población
La ciudad de Juticalpa es el área con 2,605 km² cuadrados. Su ciudad está a uno de los costados del municipio con 152,711 habitantes, es una ciudad en desarrollo, es la más importante y desarrollada del departamento de Olancho, es la cabecera Departamental de Olancho. Olancho tiene una extensión de 23,905 km² cuadrados y Juticalpa es la cuarta parte del departamento.
La educación en el municipio de Juticalpa es un componente fundamental para el desarrollo de la comunidad. En la actualidad, la ciudad cuenta con una amplia gama de opciones educativas que abarcan desde la educación primaria hasta el nivel universitario, tanto en el ámbito público como en el privado.
En el nivel de educación primaria, Juticalpa cuenta con varias escuelas que brindan una base sólida para los estudiantes. Estas instituciones están comprometidas con la formación de las futuras generaciones y juegan un papel crucial en la construcción de los cimientos educativos de los niños y niñas del municipio.
Para aquellos que desean continuar su educación secundaria, Juticalpa ofrece varios institutos de renombre. Entre ellos, destaca el Instituto Departamental la Fraternidad, una institución con más de 100 años de historia al servicio de la población juticalpense. Este instituto ha demostrado su compromiso con la excelencia académica y ha contribuido significativamente al desarrollo educativo de la región.
Además, el municipio cuenta con una presencia universitaria en constante crecimiento. Algunas de las instituciones de educación superior que operan en Juticalpa incluyen:
Universidad Tecnológica de Honduras (UTH) - Campus Juticalpa: Esta universidad ofrece una amplia variedad de programas académicos y se dedica a preparar a los estudiantes para enfrentar los desafíos del mundo moderno con una sólida formación técnica y profesional.
Universidad Católica de Honduras (UNICAH) - Campus Santa Clara: La UNICAH es conocida por su enfoque en la formación integral de los estudiantes, fomentando valores éticos y morales junto con una educación académica de calidad.
Centro Regional de la Universidad Nacional Autónoma de Honduras (CURNO): La UNAH es una de las instituciones académicas insignes del país, y su presencia en Juticalpa proporciona acceso a una educación superior.
Universidad Pedagógica Nacional (UPN): Esta institución se encuentra ubicada en el sitio donde antes estaba la ENMO, y se enfoca en la formación de profesionales de la educación, desempeñando un papel importante en el fortalecimiento del sistema educativo local.
Universidad Metropolitana de Honduras (UMH): La UMH brinda oportunidades educativas adicionales y diversificadas para los residentes de Juticalpa, contribuyendo a la expansión de la oferta académica en la ciudad.
En resumen, el sector educativo en Juticalpa ha experimentado un crecimiento significativo en los últimos años, ofreciendo a los habitantes del municipio una amplia gama de opciones para su desarrollo académico y profesional. Estas instituciones educativas, tanto en el nivel básico como en el superior, desempeñan un papel vital en la formación de ciudadanos capacitados y comprometidos con el progreso de la comunidad.

## Deportes
La ciudad posee 2 equipos de fútbol uno llamado Juticalpa F. C., que fue fundado oficialmente el 14 de agosto de 2004. 
Y el otro equipo es el Olancho F. C., fundado en 2016. Ambos participan actualmente en la Liga Nacional de Honduras. 
Ambos juegan sus partidos de local en el Estadio Juan Ramón Brevé Vargas que cuenta con una capacidad de 12.000 espectadores, este estadio fue inaugurado en julio de 2015.

## Economía
Sus principales actividades económicas son la agricultura, la ganadería y el comercio. 
La base del sutento económico de Juticalpa, es la agricultura, de las cuales se cosechan, tanto cereales, como frutas, verduras y hortalizas (Frijol, maíz, árroz, banano, tomate, plátano, cebolla, patatas (papas), cítricos, pepino, ayote, etc.)
La Ganadería ocupa gran parte del territorio de Juticalpa, hay haciendas con crianza bovina, porcina, equino y granjas avícolas.

## Turismo

### Monumentos históricos
La Alcaldía Municipal, la Catedral, la Casa de la Cultura, la Escuela "Rosa Luisa H. de Ochoa" son, entre otros, monumentos un fiel recordatorio de la historia de Juticalpa y el departamento de Olancho.
Esta ciudad cuenta con una muy buena infraestructura hotelera, excelentes restaurantes y discotecas. También son atractivos turísticos:
- Las Cuevas de Talgua ubicadas en el municipio vecino de Catacamas
- El Boquerón
- El Cerro del Mogote
- El Río Guayape

### Gastronomía
Tapado Olanchano, cazuela, Albóndigas, arroz de maíz, mondongo, Horchata...etc.

## Personas Destacadas
| Título | Nombre                      | Mérito |
| ------ | --------------------------- | --- |
| Gral.  | Manuel Bonilla              | Presidente constitucional de Honduras en 1903 y 1912; fundador del Partido Nacional de Honduras                                                            |
| Dr.    | Francisco Bertrand Barahona | Presidente de Honduras en 1911, 1913 y 1916 |
|        | Manuel Zelaya Rosales       | Presidente de Honduras (2006-2009) |
| Lic.   | Porfirio Lobo Sosa          | Presidente de Honduras (2010-2014) |
|        | Carlos Edgardo Ayes Cerna   | Escritor y Columnista |
|        | Medardo Mejía               | Poeta, Escritor, Periodista y Académico |
| Sra.   | Victoria Bertrand           | Poetisa bajo el seudónimo "Alma Fiori" Libro Nómadas. 1907-1952                                                                                            |
|        | Froilán Turcios             | Poeta, narrador, editor, antólogo y periodista |
|        | Clementina Suárez           | Poeta |
|        | José Antonio Domínguez      | Poeta |
|        | Alfonso Guillén Zelaya      | Poeta y periodista. Escribió el poema "Lo Esencial" |
|        | Víctor Rubí Zapata          | Poeta, escritor y fundador de Radio Juticalpa, primera empresa radial en el departamento de Olancho creada y funcionando desde el 16 de diciembre de 1962. |

La Familia Guifarro desde 1800 hasta la fecha.

## Ciudades Hermanadas
Coyuca de Catalán, Guerrero, México